# Papillonite
La papillonite ou lepidoptérisme est une affection cutanée provoquée par les poils urticants de certains papillons nocturnes tropicaux.
Le nombre d'espèces de papillons concernées est restreint (Genres Hylesia, notamment Hylesia metabus en Amérique, Anaphae en Afrique),
Les zones géographiques affectées sont également restreintes (Guyanes, Venezuela, Brésil, Argentine, Pérou, Gabon, Centrafrique). Le Venezuela et la Guyane française sont particulièrement touchés par ce phénomène.

## Symptômes
Les effets pathogènes sont de type allergiques (dermite de contact le plus souvent) et aigus, à la suite d'un contact direct avec la peau, les yeux, ou à l'ingestion ou inhalation de poils urticants (de papillons adultes femelles dans le cas des papillonnites de Guyane ou de chenilles dans le cas de la processionnaire du pin).
Le venin de la chenille est libéré dans l'œil ou dans le derme à partir d'un poil urticant ayant perforé l’épiderme.
Selon les cas, des substances de type histamine, des molécules entraînant la libération d'histamine, ou activant le système des kinines, ou des molécules à ce jour non identifiées sont en cause.
Des atteintes oculaires et respiratoires sont possibles
Plus rarement, on observe des réactions systémiques, cardiaques, et neurologiques.
Des réactions allergiques médiées par l'IgE ont été mises en évidence et les réactions allergiques, minimes ou sévères, sont plus fréquentes qu'attendues.
Une sensibilisation est possible.
Des hémorragies sont parfois possibles, induites par inactivation du facteur XIII de la coagulation par des molécules du venin de certains papillons.

## Processionnaires du pin
Deux allergènes de chenille processionnaire du pin ont été identifiés.

## Papillonite guyanaise
Le papillon de cendre Hylesia metabus (parfois improprement appelé Hylesia urticans), responsable de la papillonite, vit sur le littoral des côtes sud américaines dans les mangroves âgées, notamment dans les zones boisées de palétuviers blancs de grandes hauteurs et à proximité. Il n'y a plus de mangrove à Kourou, mais y a des infestations de papillonite.
Hylesia est un papillons nocturne brun-rougeâtre de petite taille (12 mm de long et 21 mm de large, ailes déployées) à l'abdomen globuleux et velu.
Les chenilles se développent notamment sur les palétuviers blancs Avicennia germinans (Linnaeus) Stearn, arbre constituant des mangroves. Seules les femelles sont dotées de ces poils (ou « fléchettes ») urticants qui ont à l'origine pour fonction de protéger les pontes.
Après le contact avec un objet (vêtement, sol, mobilier…) recouverts de ces poils invisibles, les symptômes débutent en quelques dizaines de minutes et durent de quelques heures à deux semaines, voire quatre semaines si la surface est importante. Leur intensité est très variable d'un individu à un autre : légères démangeaisons pour certains, très intenses pour d'autres, empêchant parfois même le sommeil. Le grattage et la sueur étendent voire aggravent les symptômes. Il n'y a pas d'immunité : une personne victime de papillonite en subira de nouveau les conséquences à chaque contact avec les poils urticants d'Hylesia.
Dans les formes sévères, le traitement symptomatique, d'efficacité modeste, repose sur l'administration d'un anti-histaminique. Sinon, les symptômes disparaissent d'eux mêmes sans traitement.
Aucune complication n'a jamais été décrite, hormis de possibles surinfections de grattage, bénignes, comme c'est le cas pour toutes lésions cutanées négligées.
Leur prévention repose sur une hygiène rigoureuse des zones grattées (eau et savon), voire l'utilisation d'un désinfectant cutané classique, ou de l'huile de copaïba.
Ces papillons se développent trois à quatre fois par an. Leur cycle de reproduction dure 3 à 4 mois. Sans explication connue, de véritables pullulations surviennent certaines années, comme en 1976, 1979-80, 1984-85 ou plus récemment en 2006, 2011 et 2023 en Guyane.
Pollution lumineuse : attirés par l'éclairage artificiel, les papillons se concentrent dans des zones urbaines, incitant à remplacer l'éclairage de lumière blanche blanc par du jaune orangé dont la longueur d'onde est moins attractive, voire à mettre en place de véritables couvre-feux ; les populations se calfeutrent dans leurs domiciles à la tombée de la nuit, éteignent tous les éclairages extérieurs, étendent leur linge à l'intérieur et évitent de disperser les poils urticants en limitant le balayage « à sec » des sols.

## Réponses
Pour limiter les risques, il est recommandé de modifier l'éclairage public, en remplaçant les ampoules de lumière blanche par du jaune-orangé réputé moins attractif pour ces papillons.
Des pièges utilisant des projecteurs lumineux peuvent être installés sur les lieux de passage : il consiste en une source lumineuse intense placée au-dessus d'un réservoir d'eau (avec quelques gouttes de savon liquide) ou d'huile (pour noyer les papillons s'y reposant) ou derrière des draps imprégnés d'insecticide.
Certaines mairies de Guyane vont jusqu'à organiser la destruction des mangroves se développant sur les rivages des agglomérations.
L'usage d'insecticide est possible, mais leur utilisation à grande échelle, par épandage par exemple, entraînerait de fortes perturbations sur l'écosystème fragile qu'est la mangrove. De meilleures solutions sont évidemment à envisager.

## Faits marquants
- Un vol de papillons s'abattit en 1941 sur un bâtiment militaire (éclairé) dans le port de Cayenne ; la totalité de l'équipage dut être hospitalisée.
- Un bateau allemand « attaqué » par un vol d'Hylesia dans l'embouchure de l'Orénoque (papillons probablement attirés par la lumière) fit demi-tour jusqu'à Hambourg.
- Au milieu des années 1980, dans le port de Caripito (Venezuela), 34 membres d'équipage (sur 35 présents) à bord d'un pétrolier britannique ont subi une éruption cutanée typique après avoir été exposés aux poils d'une espèce de papillon du genre Hylesia, probablement attirés par l'éclairage du navire[3].